# Gianfranco Brancatelli
Gianfranco Brancatelli (Torino, 1950. január 18.) olasz autóversenyző.

## Pályafutása
1975-ben az olasz Formula–3-as bajnokságban versenyzett.
1979-ben három versenyen volt jelen a Formula–1-es világbajnokságon. Brancatelli ezek egyikén sem ért el a futamon való induláshoz szükséges időeredményt.
1985-ben a túraautó-Európa-bajnokság, 1988-ban pedig az olasz túraautó bajnokság győztese volt.
1989-ben Win Percy és Bernd Schneider társaként megnyerte a Spa-i 24 órás autóversenyt, valamint Mauro Baldi és Kenny Acheson társaként második lett a Le Mans-i 24 óráson.

## Eredményei

### Teljes Formula–1-es eredménylistája
(Táblázat értelmezése)

(Félkövér: pole-pozícióból indult; dőlt: leggyorsabb kört futott) 

| Év   | Csapat                    | Modell      | Motor       | 1   | 2   | 3   | 4   | 5      | 6      | 7      | 8   | 9   | 10  | 11  | 12  | 13  | 14  | 15  | Helyezés | Pont |
| ---- | ------------------------- | ----------- | ----------- | --- | --- | --- | --- | ------ | ------ | ------ | --- | --- | --- | --- | --- | --- | --- | --- | -------- | ---- |
| 1979 | Willi Kauhsen Racing Team | Kauhsen WK  | Cosworth V8 | ARG | BRA | RSA | USW | ESP Nk | BEL Nk |        |     |     |     |     |     |     |     |     | -        | 0    |
| 1979 | Team Merzario             | Merzario A2 | Cosworth V8 |     |     |     |     |        |        | MON Nk | FRA | GBR | GER | AUT | NED | ITA | USA | CAN | -        | 0    |

### Le Mans-i 24 órás autóverseny
| Év   | Csapat                    | Autó                   | Csapattárs         | Csapattárs         | Helyezés        | Kiesés oka  |
| ---- | ------------------------- | ---------------------- | ------------------ | ------------------ | --------------- | ----------- |
| 1979 | Carlo Pietromarchi        | De Tomaso Pantera      | Carlo Pietromarchi | Maurizio Micangeli | nem értékelhető |             |
| 1980 | Scuderia Lancia Corse     | Lancia Beta Montecarlo | Piercarlo Ghinzani | Markku Alén        | Kiesett         | Olajpumpa   |
| 1986 | Silk Cut Jaguar           | Jaguar XJR-6           | Hurley Haywood     | Win Percy          | Kiesett         | Kuplunghiba |
| 1989 | Team Sauber Mercedes      | Sauber C9              | Mauro Baldi        | Kenny Acheson      | 2.              |             |
| 1990 | Nissan Motorsports Europe | Nissan R90CK           | Julian Bailey      | Mark Blundell      | Kiesett         |             |

## Külső hivatkozások
- Profilja a f1rejects.com honlapon[halott link] (angolul)
- Profilja a statsf1.com honlapon (angolul)
- Profilja a driverdatabase.com honlapon (angolul)